# Roskó Gábor
Roskó Gábor Péter (Budapest, 1958. március 3. –) magyar festő- és grafikusművész.

## Életpályája
1972–1976 között a Képző- és Iparművészeti Szakközépiskola ötvös szakán tanult. 1977–1982 között a Magyar Képzőművészeti Főiskola hallgatója volt, ahol Raszler Károly és Kokas Ignác oktatta. 1981-ben posztgraduális képzésben vett részt. 1981 óta kiállító művész. 1987-ben Lengyelországban, 1991-ben Grazban, 1993-ban Hollandiában volt tanulmányúton. 1992-ben a Római Magyar Akadémia ösztöndíjasa volt. 1996-ban Írországban Eötvös-ösztöndíjas volt. 1998–2005 között a Makói Grafikai Alkotótelep vezetője volt Szíj Kamillával együtt.

## Kiállításai
| - 1981, 1989, 1992, 2004 Székesfehérvár - 1985-1986, 1995, 1997-2002 Budapest - 1992 Dunaújváros - 1994, 1997, 2000 Leiden - 1998 Pécs | - 1983-1986, 1992-1994, 1997-1999, 2002, 2004 Budapest - 1986 München - 1987, 1989 Székesfehérvár - 1988 Bécs - 1991 Graz - 1998 New York, Reykjavík - 2000 Róma |

## Művei
- Júdás csókja
- Napóleon Elba szigetén
- Nézzük, mi újság a világban

## Könyvei
- 9X9 ZOO (2001)
- Képfogyatkozás (Turán Tamással, 2004)
- Kikötői beszélgetések (Bálint Istvánnal, 2005)

## Díjai
- Derkovits Gyula képzőművészeti ösztöndíj (1985-1988)
- Smohay-díj (1985)
- Munkácsy Mihály-díj (1995)
- a Mikszáth Emlékbizottság díja (1997)
- Érdemes művész (2008)